# Série de pièces commémoratives américaines de l'ancienne Monnaie de San Francisco
La série de pièces commémoratives américaines de l'ancienne Monnaie de San Francisco est une série commémorative non circulante émise par la Monnaie des États-Unis en 2006 et frappée par la Monnaie de San Francisco.
Elle est autorisée par la loi 109-230 du 15 juin 2006, qui prévoit l'émission d'une série de deux pièces pour honorer l'histoire et l'héritage du bâtiment de l'ancien siège de la Monnaie de San Francisco, connu sous le nom de la « Dame de Granit », à l'occasion du centenaire du tremblement de terre et de l'incendie qui ont lieu à San Francisco au printemps 1906.
En plus de la pièce d'argent d'un dollar, le programme commémoratif est complété par l'émission d'une autre pièce, frappée en or, d'une valeur nominale de cinq dollars, autorisée par la même loi.

## Contexte
L'ancienne Monnaie de San Francisco est un édifice qui sert de site à la succursale de San Francisco de la Monnaie des États-Unis de 1874 à 1937. Le bâtiment est l'un des rares à survivre au grand tremblement de terre de San Francisco de 1906 et à l'incendie qui en résulte. Il est désigné site historique national en 1961 et monument historique de la Californie en 1974. C'est le deuxième bâtiment de la succursale de San Francisco, remplaçant le bâtiment original construit en 1854. Le nouveau bâtiment, dont la construction commence le 1er avril 1869 et est achevée en novembre 1874, est conçu par Alfred B. Mullett (en).

## Législation
La loi publique 109-230 demande au Secrétaire au Trésor de frapper des pièces commémoratives, une pièce de 1 dollar et une pièce de 5 dollars, en l'honneur de l'ancienne Monnaie de San Francisco. Elle est présentée à la Chambre des représentants le 8 novembre 2005 et approuvée le 10 du même mois. Le Sénat l'approuve le 25 mai 2006 et le président George W. Bush la signe le 15 juin de la même année.

## Dessin

### Dollar
Sur l'avers de la pièce, une interprétation du coin gauche de l'ancienne Maison de la Monnaie de San Francisco est représentée, initialement préparée pour une médaille conçue par Sherl J. Winter. Il est complété par les inscriptions OLD MINT (vieille Monnaie) et THE GRANITE LADY (la dame de granit), ainsi que INSTRUMENTAL IN SAN FRANCISCO’S RECOVERY (un élément de la récupération de San Francisco), accompagnées des devises traditionnelles des pièces américaines, E PLURIBUS UNUM et LIBERTY, ainsi que la double date de la commémoration 1906 - 2006,.
De l'autre côté, le revers représente une réplique du revers du célèbre dollar Morgan de 1904, conçu par George T. Morgan, un aigle avec les ailes déployées, et gravé pour cette émission par Joseph Menna, accompagné de la devise caractéristique IN GOD WE TRUST et des légendes faisant référence au nom du pays, UNITED STATES OF AMERICA et à la valeur faciale de la pièce, ONE DOLLAR,.

### Half eagle

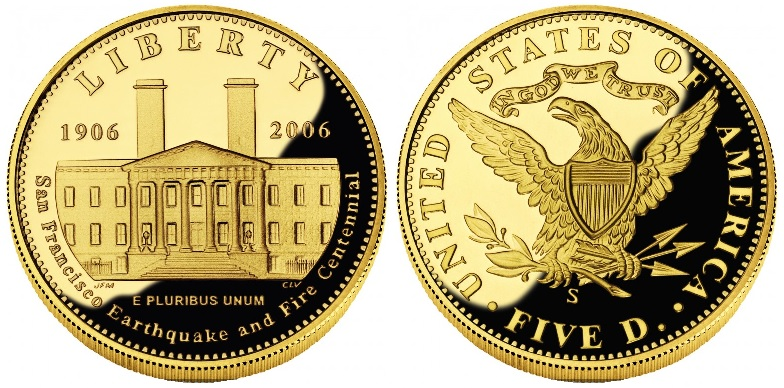
L'avers (à gauche) et le revers (à droite) de la pièce de 5 dollars de l'ancienne Monnaie de San Francisco.

L'avers de la pièce, conçu par Charles Vickers, représente le portique de la Monnaie de San Francisco, d'après un dessin de construction de 1869 réalisé par l'architecte en chef A.B. Mullet. On y retrouve également les inscriptions LIBERTY, E PLURIBUS UNUM et SAN FRANCISCO EARTHQUAKE AND FIRE CENTENIAL (centenaire du séisme et de l'incendie de San Francisco) ainsi que la double date 1906-2006,.
Le revers de la pièce, conçu par Joseph Menna, est basé sur le revers du half eagle en or à couronne de Christian Gobrecht datant de 1906. Il comprend un aigle aux ailes déployées ainsi que les inscriptions UNITED STATES OF AMERICA, IN GOD WE TRUST ainsi que la valeur faciale, FIVE D.,.

## Production et vente
La loi autorisant l'émission de ces pièces commémoratives prévoit une émission maximale de 100 000 pièces de 5 dollars et 500 000 pièces de 1 dollar. Elles sont produites à la Monnaie de San Francisco tant en version brillant universel qu'en finition belle épreuve et sont mises à la disposition du public à partir du 15 août 2006.
Sa production s'élève à 41 517 exemplaires de half eagles en or en qualité belle épreuve et 16 149 en format brillant universel, un total de 57 666 pièces, soit un peum plus de la moitié de la frappe maximale autorisée. Les pièces de 1 dollar en argent se vendent au nombre de 207 248 en finition belle épreuve et 65 609 en version brillant universel, ce qui totalise 272 857 exemplaires, également un peu plus de la moitié du nombre autorisé par la loi.
Le dollar commémoratif est commercialisé aux prix de 35 dollars en version brillant universel et 39 dollars en version belle épreuve. Les half eagles s'écoulent au prix de 245 et 255 dollars en version brillant universel et belle épreuve, respectivement. Conformément à la loi autorisant la pièce, les bénéfices tirés de sa vente sont destinés au musée et à la Société historique de San Francisco, dans le but de contribuer au financement de la réhabilitation de l'ancienne Maison de la Monnaie de San Francisco en tant que musée de la ville, de la Monnaie américaine et de la ruée vers l'or,.